# Stipa celakovskyi
Stipa celakovskyi es una especie herbácea perteneciente a la familia de las poáceas.

## Descripción
Son plantas perennes, cespitosas, que alcanzan un tamaño de hasta 150 cm de altura. Las hojas en su mayoría basales, son junciformes, curvadas; vaina glabra; lígula puberulenta, truncada. La inflorescencia es una panícula laxa.  Florece en mayo.

## Distribución
Se encuentra en matorrales y taludes, sobre suelos ácidos o básicos, entre los 400 y 1000 metros en Los Pedroches, Subbética cordobesa, en la Serranía de Cuenca y Sur de España.

## Taxonomía
Stipa celakovskyi fue descrita por Martinovský y publicado en Preslia 48(2): 187. 1976.
Etimología
Stipa: nombre genérico que deriva del griego stupe (estopa, estopa) o stuppeion (fibra), aludiendo a las aristas plumosas de las especies euroasiáticas, o (más probablemente) a la fibra obtenida de pastos de esparto.
celakovskyi: epíteto
Sinonimia
- Stipa lagascae subsp. celakovskyi (Martinovský) O.Bolòs & Vigo	[4][5]